# St. Louis Car Company

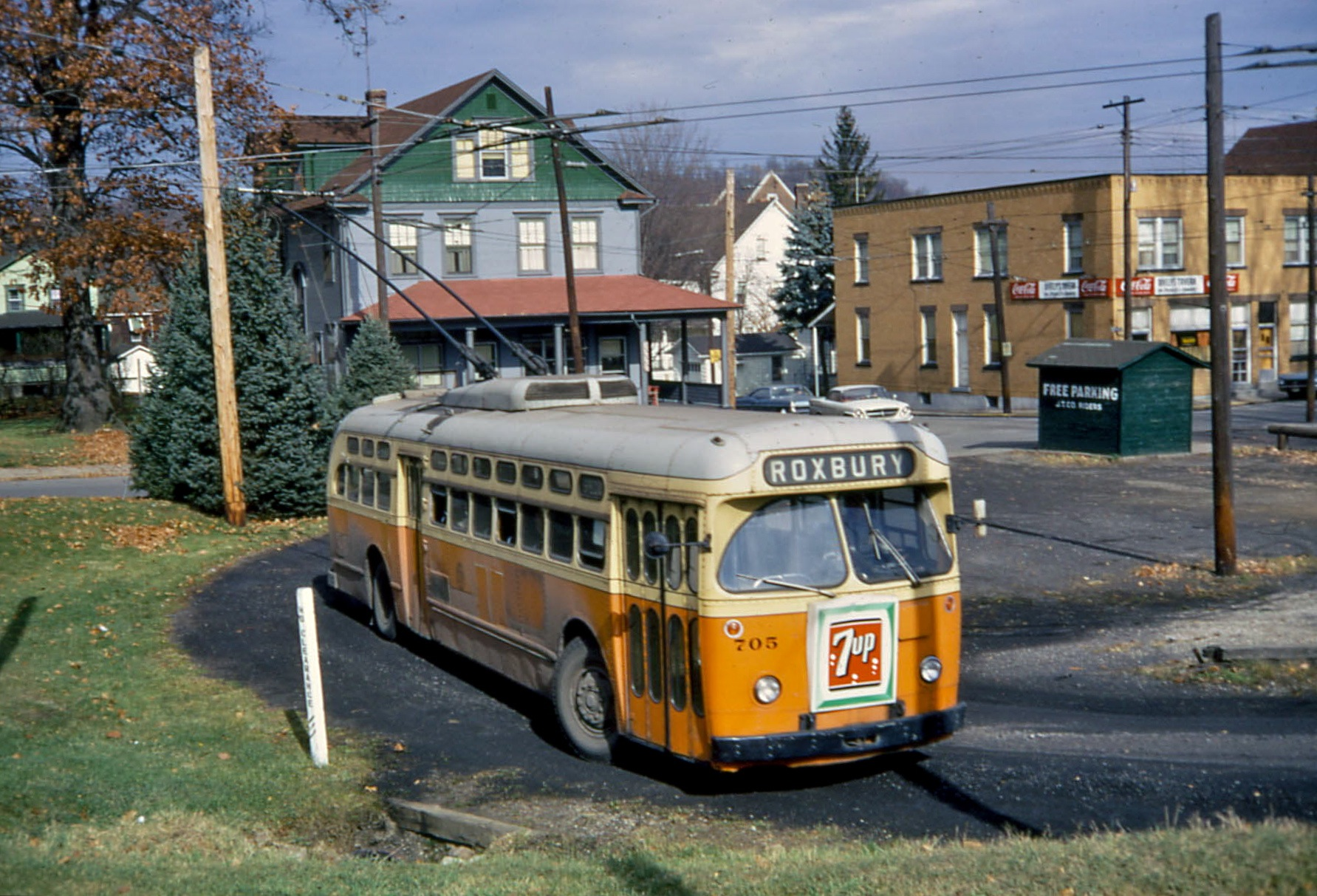
Trådbuss i Johnstown, Pennsylvania, 1967

St. Louis Car Company var en amerikansk tillverkare av motorvagnar, lokomotiv, spårvagnar, trådbussar och bussar, som hade sitt säte i St. Louis i Missouri. 
St. Louis Car Company grundades 1887 för att tillverka ångdrivna spårvagnar och andra rälsfordon. Det har senare också byggt bilar, inklusive American Mors, Skelton och Standard Six. Dotterbolaget St. Louis Aircraft Corporation tillverkade i samarbete med Huttig Sash and Door company flygplan från 1917. Under de båda världskrigen tillverkade företaget bland annat glidflygplan, skolflygplan och sjöflygplan.  Det var framgångsrikt i att tillverka spårvagnar av Birney-typ och PCC-spårvagnar. 
År 1960 köptes St. Louis Car Company av General Steel Industries. Det lades ned 1968.

## Bildgalleri

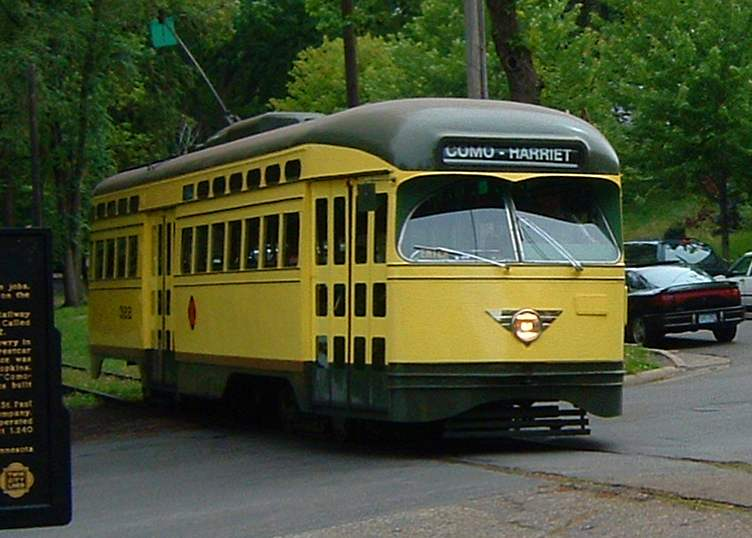
Twin City Rapid Transit nr 322, en PCC-spårvagn tillverkad 1946, nu på Como-Harriet Streetcar Line i Minneapolis
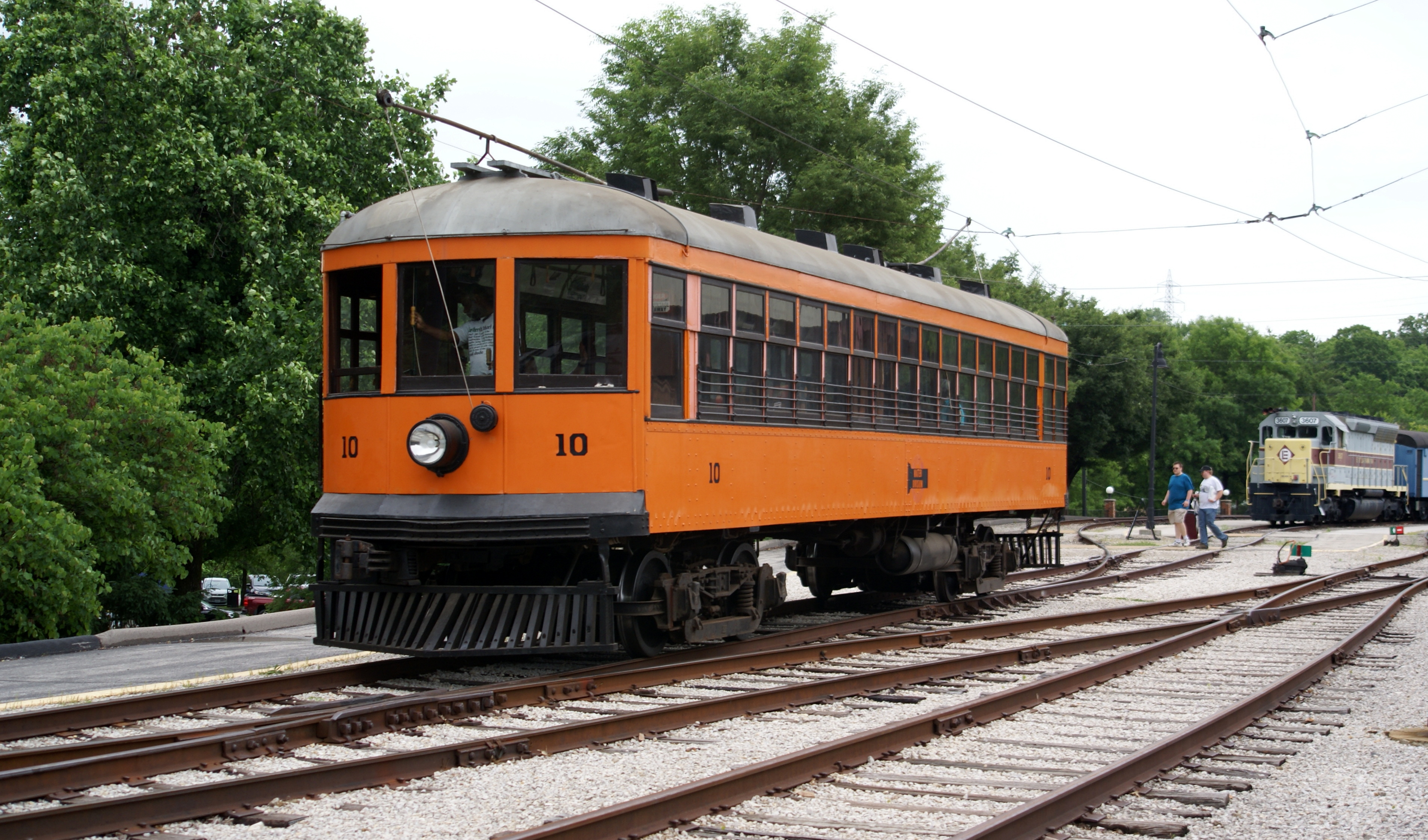
Motorvagn från 1914
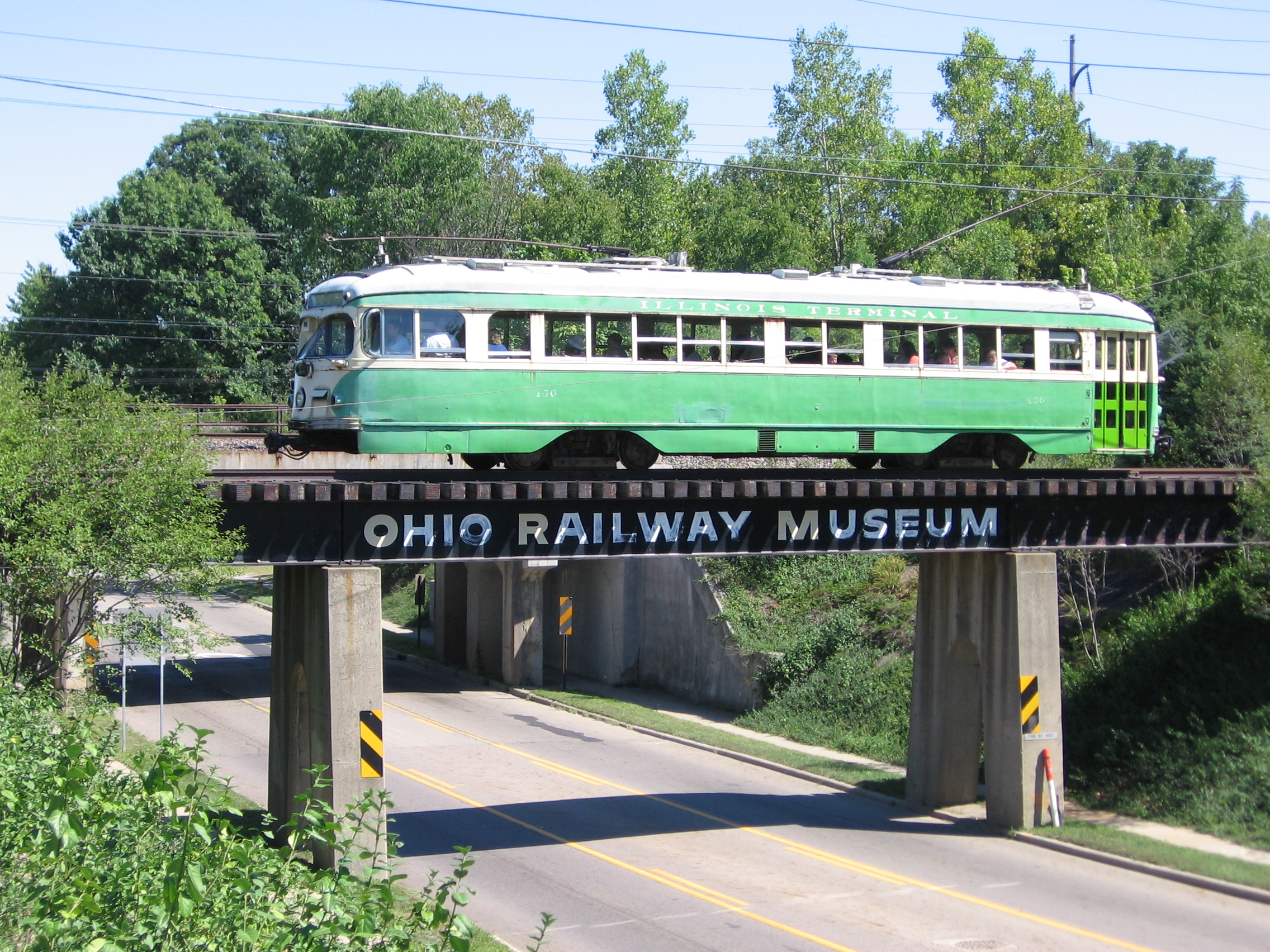
PCC-spårvagn på Illinois Terminal Railroad, tillverkad 1949
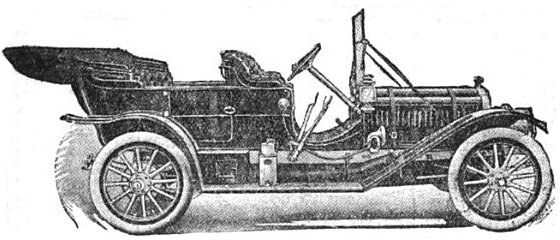
Personbil av märket Standard Six